# È l'amore che conta
È l'amore che conta è il secondo singolo della cantautrice pop soul italiana Giorgia estratto dall'album Dietro le apparenze, in rotazione radiofonica dal 9 settembre 2011 per l'etichetta discografica "Dischi di cioccolata" e distribuito dalla Sony..
Il brano ha vinto il concorso musicale OGAE Video Contest, organizzato dall'OGAE nel 2012.

## Il brano
Il brano, contenuto nell'ottavo album di inediti dell'artista, Dietro le apparenze, è stato scritto da Giorgia e da uno degli autori più noti del mercato americano, Busbee, che ha già scritto brani per artisti come Katy Perry, Timbaland e Anastacia, in collaborazione con Jud Friedman e Allan Rich.
La versione in inglese del brano, intitolata Hostage, è stata pubblicata come traccia bonus solo su iTunes. Il brano ottiene un buon successo radiofonico.
Il 20 dicembre 2011 il singolo È l'amore che conta viene certificato disco d'oro dalla classifica ufficiale FIMI per le oltre 15 000 copie vendute. Il 7 ottobre 2013 il singolo è stato certificato disco di platino per le oltre 30 000 copie vendute.

## Il video
Girato da Gaetano Morbioli, a Venezia, Italia il video del secondo singolo estratto da Dietro le Apparenze è stato reso disponibile il 6 ottobre 2011 in anteprima sul sito del Corriere della Sera, Corriere.it. Il video è stato trasmesso in anteprima, sempre lo stesso giorno, anche dalla rete televisiva Sky Uno su Sky.

## Tracce
Download digitale
1. È l'amore che conta - 3:21 (Busbee, Jud Friedman, Allan Rich, Giorgia)
2. Hostage (È l'amore che conta) - 3:22 (Busbee, Jud Friedman, Allan Rich)

## Cover
- La cantante ucraina Ani Lorak ha pubblicato come singolo nel 2012 una cover del brano nella lingua russa, intitolata Obnimi menya krepce (in cirillico: Обними меня крепче)[7]. Questa cover è stata inclusa nel suo album in studio Zazhigay serdtse (in cirillico: Зажигай сердце).
- La cantante olandese Glennis Grace ha pubblicato una cover del brano nel 2012 col titolo Ik ben niet van jou[8]. Questa cover è contenuta nei suoi album This Is My Voice e Cover Story.
- Il cantante italiano Davide Merlini, finalista della sesta edizione di X Factor, ha pubblicato una cover del brano nel 2012, contenuta nel suo EP d'esordio[9].

## Classifiche
| Paese  | Posizione raggiunta |
| ------ | ------------------- |
| Italia | 9                   |